# 嘉興南駅
嘉興南駅 (かこうみなみえき) は、滬杭旅客専用線の駅の一つである。中華人民共和国浙江省嘉興市に位置する。2010年10月26日の滬杭旅客専用線開通と同時に開業した。同線の途中駅では最高の等級であり、唯一の二等駅である。プラットフォームはすべて高床式で、停車列車の種別は高速（頭文字G）と、動車（頭文字D）に限られる。

## 構造
駅舎・プラットフォーム上屋・地下道・跨線橋を含む建物の延べ床面積は5.6万平方メートル弱である。プラットフォームは4面、線路は8線 (うち2線は通過線) を有する。駅舎は到着コンコースのある地下階、車寄せ・出札窓口・上海虹橋方面への乗車コンコースのある1階、杭州方面への乗車コンコースのある2階から構成される。1階コンコースにはVIP待合室、安全検査場があるほか、2011年6月現在、ちまき店のテナントが入居している。
上海方面への列車に乗車する場合、列車は主に最も駅舎寄りのプラットフォームに発着するので、同一平面からの乗車が可能である。